# JJ1

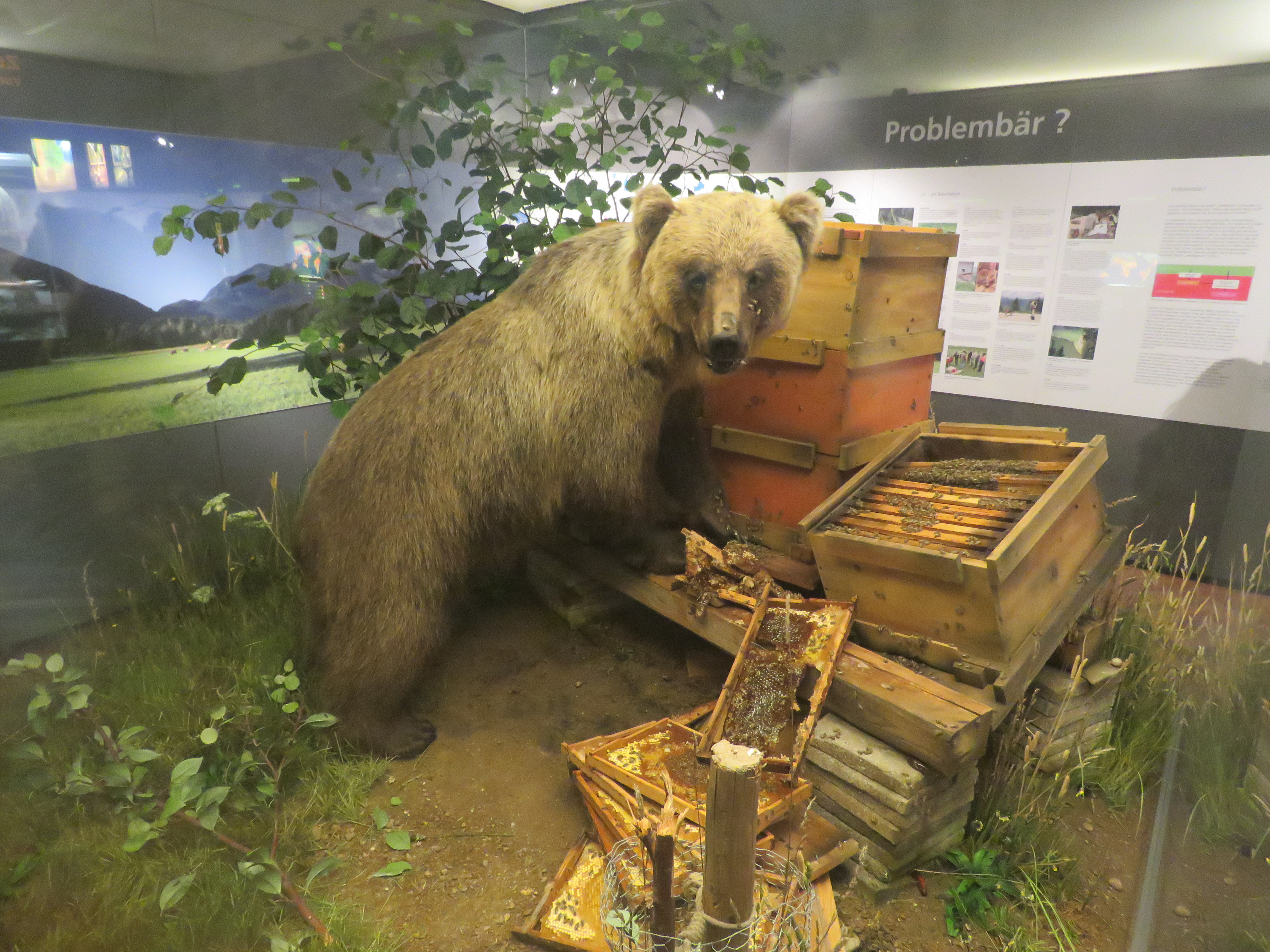
JJ1, heute ausgestellt im Münchner Museum Mensch und Natur als Räuber von Bienenwaben

JJ1, bekannt geworden als „Bruno“ (* 2004 im Naturpark Adamello-Brenta, Trentino; † 26. Juni 2006 nahe Bayrischzell, Bayern), war ein Braunbär, der im Mai 2006 aus der italienischen Provinz Trient nach Norden wanderte, sich längere Zeit im bayerisch-österreichischen Grenzgebiet aufhielt und mehrfach die Landesgrenze überschritt. Er war seit über 170 Jahren der erste Braunbär, der in Deutschland in freier Wildbahn gesichtet wurde. Der letzte bekannte Braunbär war 1835 im bayerischen Ruhpolding erlegt worden; erst 2019 ließ sich wieder ein Bär in Bayern nachweisen.
Während seiner Streifzüge schlug Bruno auch Haus- und Nutztiere, vor allem Schafe, zum Teil auch innerhalb von Siedlungen oder in deren Nähe. Daraufhin stufte die Bayerische Staatsregierung ihn als „Problembären“ ein, der eine Bedrohung für den Menschen darstelle, und gab ihn – trotz deutlicher Proteste – schließlich zum Abschuss frei. Diese Freigabe wurde nach massiver Kritik seitens Experten und in öffentlichen Diskussionen zeitweise zurückgezogen. Drei Wochen lang versuchte man mit verschiedenen Methoden, Bruno lebend zu fangen. Am 26. Juni 2006 erlegten ihn vier Männer in der Nähe der Rotwand in Bayern.
Bruno wurde während seiner Wanderung zu einem Politikum und internationalen Medienereignis, über das unter anderem auch die New York Times berichtete. Zahlreiche Menschen und Gruppen solidarisierten sich mit dem Bären. Der Kadaver wurde präpariert und ist seit dem 27. März 2008 im Schloss Nymphenburg im Museum Mensch und Natur ausgestellt, wo auch das Präparat des 1835 in Bayern geschossenen Braunbären zu sehen ist.

## Herkunft, Name und Familie
1996 initiierte der italienische Naturpark Adamello-Brenta in Strembo das EU-LIFE-Projekt Life Ursus zum Schutz des Braunbären im Brenta-Gebiet. In den Jahren 2004 und 2005 wurde das Projekt im Rahmen eines LIFE-Nature-Kooperationsprojekts weitergeführt. Ziele des Projekts waren die Wiederansiedlung des Braunbären im Alpenraum und die Vernetzung der dort noch bestehenden Bärenpopulationen. An diesem Projekt waren die Länder Italien mit der Provinz Trient und der Region Friaul-Julisch Venetien, Österreich mit Kärnten, Niederösterreich, Oberösterreich und Steiermark sowie Slowenien beteiligt.
Die Population im Naturpark Adamello-Brenta bestand Ende des 20. Jahrhunderts nur noch aus zwei bis drei Individuen, ein Überleben dieser Population ohne Bestandsstützung war extrem unwahrscheinlich. Im Rahmen dieser Projekte wurden daher im Naturpark Adamello-Brenta von 1999 bis 2002 insgesamt zehn Bären aus Slowenien freigelassen. Seitdem wurden in der Region elf Junge geboren; 2006 schätzte man den Bestand auf etwa 18 bis 20 Bären.
JJ1 wurde dort 2004 geboren, er konnte während seiner Wanderung durch DNS-Analysen von Fellresten identifiziert werden. Sein Vater wird als „Joze“ (* 1994) geführt, seine Mutter heißt „Jurka“ (* 1998), beide stammen aus Slowenien. Als Erstgeborener erhielt er den aus deren Anfangsbuchstaben gebildeten Namen „JJ1“. Da die Verwendung von Anfangsbuchstaben als Namensersatz oder Spitzname vor allem in den USA üblich ist, wurde JJ1 im deutschen Sprachraum meist „Jay-Jay-one“ (statt des deutschen „Jot-Jot-eins“ oder dem österreichischen „Jee-Jee-eins“) ausgesprochen.
Zu Beginn seiner Wanderung erhielt JJ1 von österreichischen Medien den Spitznamen Bruno, einige Zeitungen, wie die Augsburger Allgemeine und ihre Regionalausgaben, nannten ihn hingegen Beppo.
Sein jüngerer Bruder, „JJ2“ (genannt Lumpaz), war 2005 im Engadin in der Schweiz und in Nauders in Tirol unterwegs, gilt aber seit Herbst 2005 als verschwunden. Ein weiterer Bruder, der Schweizer Risikobär „JJ3“, wurde am 14. April 2008 erlegt, weil er keine Menschenscheu zeigte und mehrfach Abfallcontainer plünderte.
Nach derzeitigen Erkenntnissen (Stand 2025) soll seine Schwester „JJ4“ (genannt Gaia) am 5. April 2023 bei Caldes in der Provinz Trient den 26-jährigen Jogger Andrea Papi angegriffen und tödlich verletzt haben. Die Mutter bezeichnete den Tod ihres Sohnes als ein „Opfer mit Ankündigung“. Da JJ4 bereits im Sommer 2020 am Monte Peller einen Mann und seinen Sohn angegriffen und schwer verletzt hatte, hatte sie nach Anordnung durch den Landeshauptmann der Provinz Trento Maurizio Fugatti eigentlich getötet werden sollen, was eine Entscheidung des Regionalen Verwaltungsgerichts jedoch verhindert hatte. Die Berufungsinstanz bestätigte das Urteil. JJ4 wurde daraufhin gefangen und wartete im Casteller Gehege bei Trento auf ihre Umsiedlung in ein Bärengehege in Rumänien. Im Mai 2024 wurde beschlossen, dass Bärin Gaia (JJ4) nicht nach Rumänien, sondern frühestens im Herbst 2024, sobald ihr dortiges Gehege fertig ist, in den Alternativen Wolf- und Bärenpark Schwarzwald umziehen soll, wo ihre und Brunos Mutter Jurka (Mutter von JJ1 bis JJ5) sich bereits seit August 2010 befindet. Im Juli 2025 wurde JJ4 im Alternativen Wolf- und Bärenpark Schwarzwald aufgenommen.
Nach dem vom Bayerischen Staatsministerium für Umwelt, Gesundheit und Verbraucherschutz veröffentlichten Sektionsbericht hatte JJ1 zum Zeitpunkt seines Todes eine Widerristhöhe von 91 cm, seine Scheitel-Steiß-Länge betrug 130 cm, die Kopflänge 32 cm und er wog 110 Kilogramm.

## Wanderung

Wanderroute von JJ1

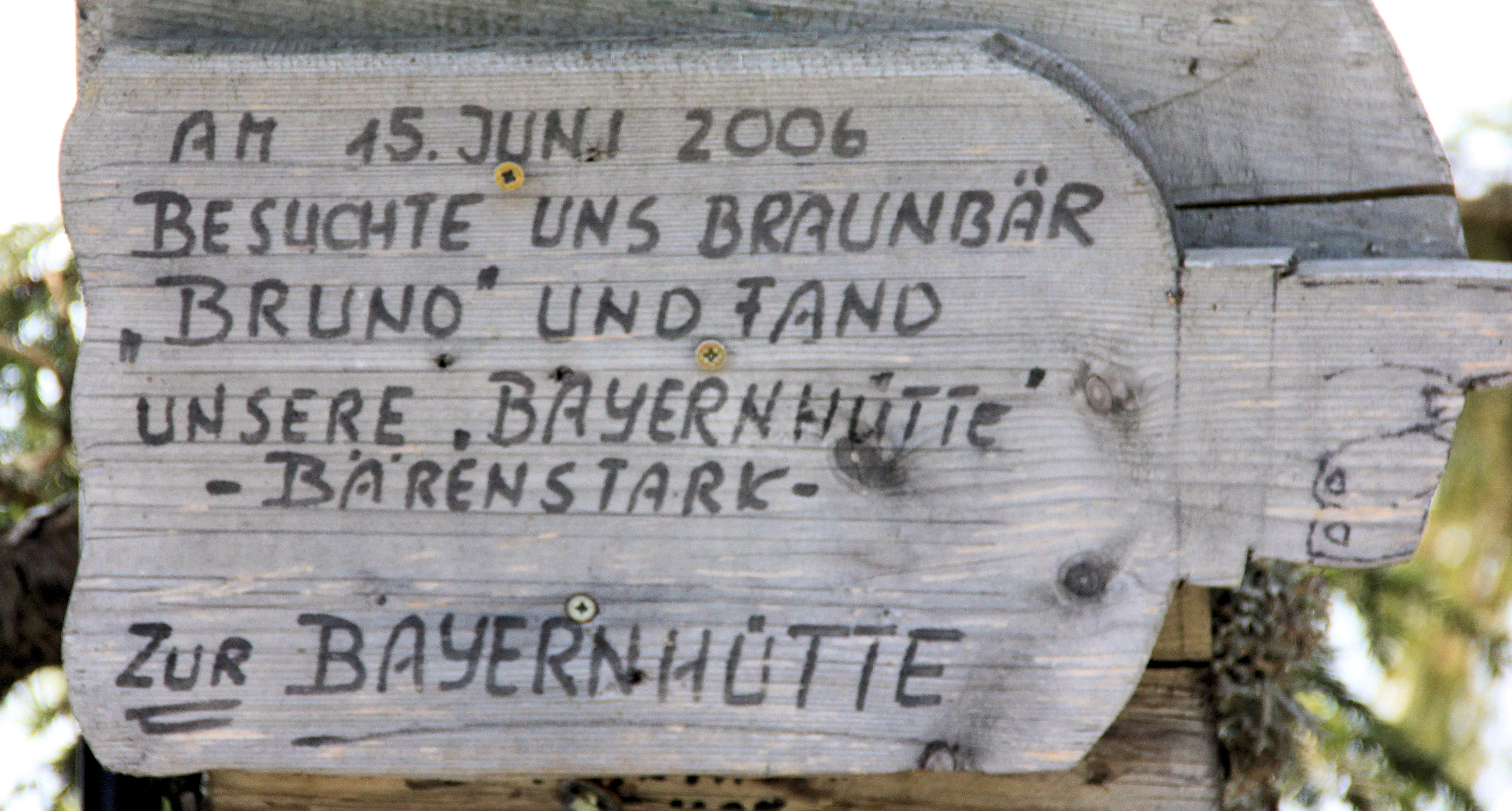
Gedenktafel, „Bayernhütte“ in Lenggries, Bayern, Deutschland

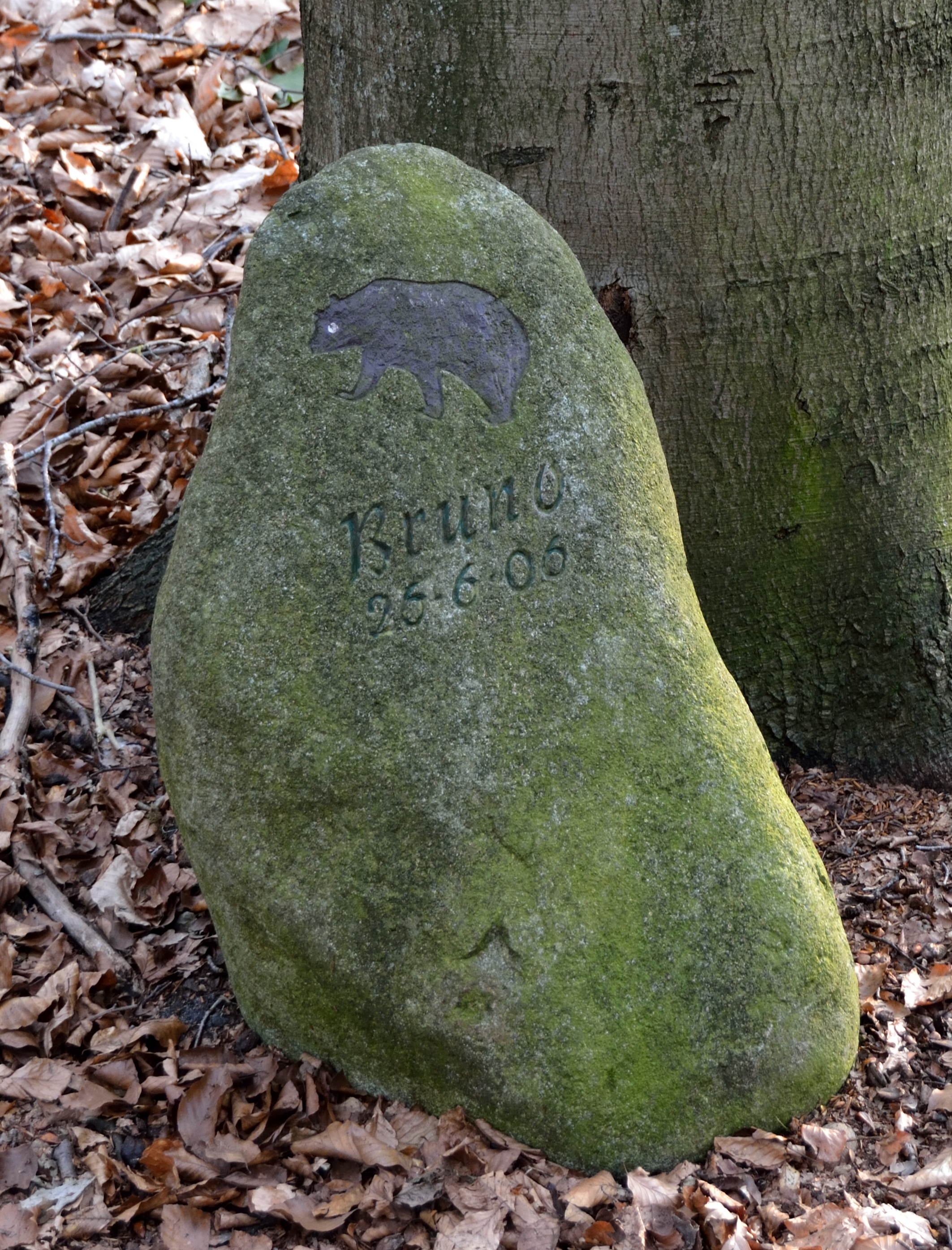
Gedenkstein in Itzehoe, Schleswig-Holstein, Deutschland am Europäischen Fernwanderweg E1

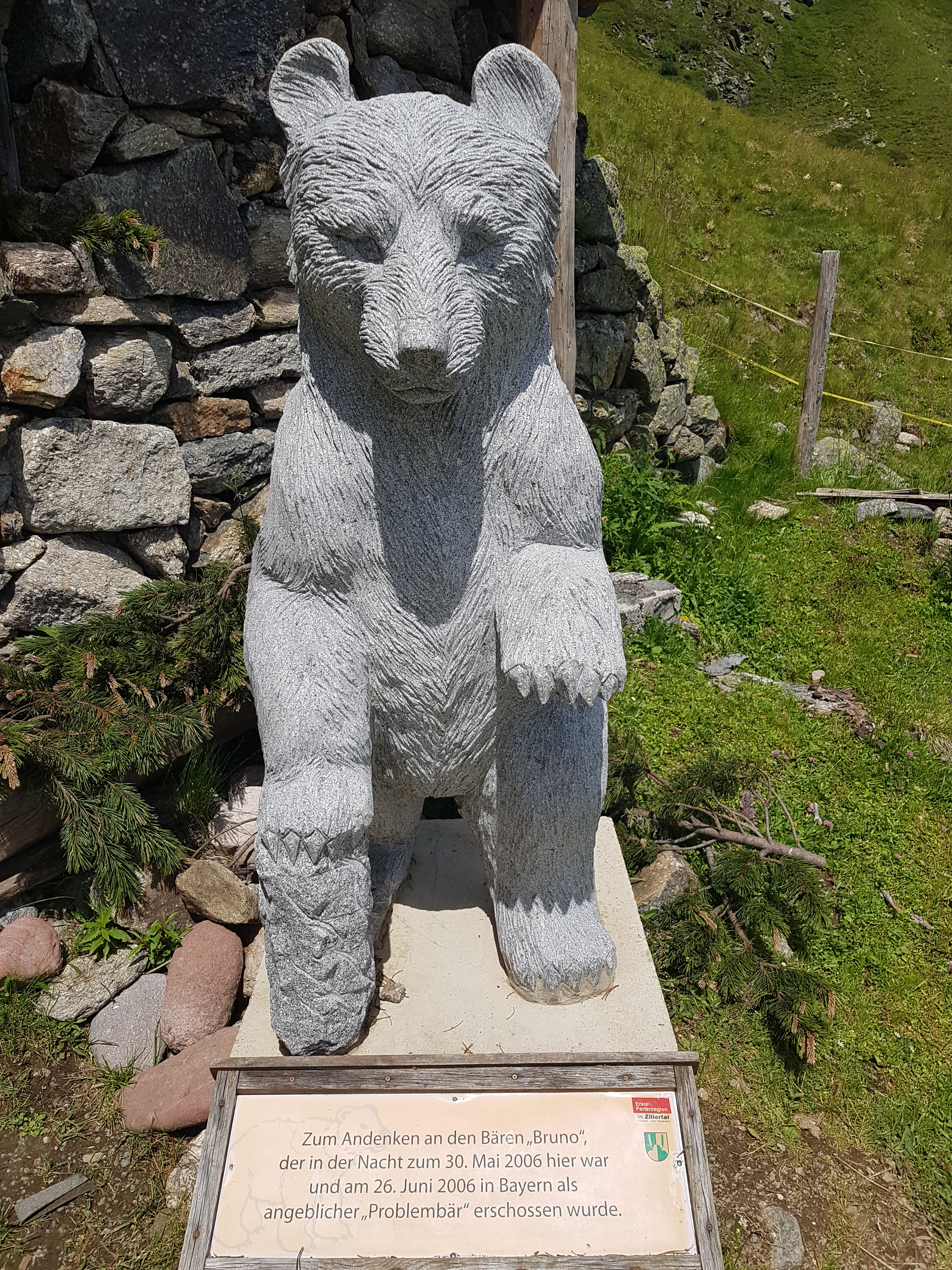
Gedenkstein auf der Gartalm im Zillertal, Tirol

Bruno wurde in der Umgebung des italienischen Naturparks Adamello-Brenta zuletzt am 25. April 2006 durch die DNS-Analyse von Fellresten nachgewiesen. Am 4. Mai hielt er sich beim Ort Reschen unmittelbar südlich der österreichischen Grenze auf. Er wurde in Österreich erstmals am 5. Mai 2006 gesichtet.
Seitdem ließ sich seine Wanderroute anhand der erbeuteten Haustiere recht gut dokumentieren. Er wanderte im Westen Österreichs durch die Bezirke Bludenz (Nr. 2 auf der Skizze) und Reutte (Nr. 3 und 4) zuerst nach Westen, dann nach Nordosten. Am 20. Mai wurde er zum ersten Mal in Deutschland im oberbayerischen Kreis Garmisch-Partenkirchen (Nr. 5) nachgewiesen. Bereits am 25. Mai verließ er Bayern wieder und hielt sich mindestens bis zum 29. Mai in Tirol auf. Am 3. oder 4. Juni wurde er wieder im Kreis Garmisch-Partenkirchen nachgewiesen, auch danach wechselte er bis zu seiner Tötung mehrfach zwischen Bayern und Österreich.
JJ1 wanderte offenbar täglich beziehungsweise nächtlich größere Strecken und hielt sich nur sehr selten länger als einen Tag in einem Gebiet auf. Nachweise an aufeinanderfolgenden Tagen waren in direkter Linie 2 bis 17 km voneinander entfernt, meist über 10 km. Die von JJ1 zurückgelegten Laufstrecken waren sicher noch erheblich größer.

## Verhalten von JJ1 und Reaktionen

### Als problematisch erachtetes Verhalten
JJ1 hatte 2005 und 2006 schon in Italien mehrfach Bienenstöcke aufgebrochen und war in Schafställe eingedrungen. In Bayern und Österreich erbeutete er nach bisherigen Erkenntnissen im Zeitraum 10. Mai bis 26. Juni zehnmal Schafe, dabei wurden jeweils ein bis vier Schafe getötet. In Bayern und Tirol soll er nach Angaben des Bayerischen Staatsministeriums für Umwelt, Gesundheit und Verbraucherschutz vom 20. Mai bis 26. Juni 2006 31 Schafe getötet haben. In einem weiteren Fall tötete JJ1 mehrere Ziegen. Außerdem war er in diesem Zeitraum in drei Bienenstöcke, zwei Hühnerställe und einen Kaninchenstall eingedrungen und hatte dort Schäden verursacht.
Ausflügler, die JJ1 am 24. Juni 2006 im Landkreis Miesbach sichteten, gefährdeten sich selbst, indem sie den Bären mit Mountainbikes verfolgten – bis dieser umkehrte und seinerseits auf die Menschen zuging.

### Bewertung
In allen europäischen Ländern mit Bärenvorkommen werden regelmäßig in einem gewissen Umfang Bienenstöcke, Kaninchen- oder Hühnerställe geplündert und Schafe in abgelegenen Schafställen oder -pferchen erbeutet. Raubtiere töten beim Eindringen in einen Pferch oder Stall häufig viele Schafe, da die Schafe nicht fliehen können und durch ihre Fluchtversuche immer wieder die reflexartige Tötungshandlung auslösen. Da in einer solchen Extremsituation die Menge der getöteten Tiere den momentanen Nahrungsbedarf weit übersteigt, wird dann zwangsläufig nur ein kleiner Teil der getöteten Tiere gefressen. Ein entsprechendes Verhalten zeigen in solchen Fällen auch Hunde, Wölfe und viele Marder.
Um die Akzeptanz der Bevölkerung für den Schutz des Braunbären zu gewährleisten, wurden daher in mehreren europäischen Ländern Managementpläne entwickelt, die einen abgestuften Katalog von Maßnahmen zur Verhinderung oder zumindest Minimierung der von Bären verursachten Schäden beinhalten. Das wichtigste Mittel gegen solche Übergriffe sind Schutzmaßnahmen, wie beispielsweise der Bau von Elektrozäunen. Nachweislich durch Bären entstandene Schäden werden ersetzt. Bei wiederholten Schäden vergrämt man die Tiere, wobei in erster Linie Gummigeschosse oder Knallkörper zum Einsatz kommen. Die Tötung von Braunbären ist in diesen Managementplänen nicht grundsätzlich ausgeschlossen, allerdings nur dann vorgesehen, wenn sie gegenüber Menschen aggressiv auftreten.
Jurka, die Mutter von JJ1, verursachte in der Provinz Trient in den letzten Jahren mehrfach Schäden in Ställen und Bienenstöcken; mit hoher Wahrscheinlichkeit erlernte JJ1 diese Art der Ernährung von ihr. Die Tötung von Jurka wurde in Italien nie erwogen, da sie (ebenso wie JJ1) nie aggressiv gegenüber Menschen auftrat. Im Trentino wurde Jurka gefangen und mit einem Sender versehen, damit sie gezielter vergrämt werden kann, sobald sie sich in Siedlungsnähe begibt. Sie änderte ihr Verhalten nicht und musste schließlich gefangen und in ein Gehege gebracht werden. Seit dem 26. August 2010 lebt sie im Alternativen Wolf- und Bärenpark Schwarzwald in Bad Rippoldsau-Schapbach.
JJ3, der später geborene Bruder von JJ1, wanderte 2007 in die Schweiz ein, auch er näherte sich Siedlungen, wurde mit einem Sender markiert und vergrämt. Nachdem diese Versuche nicht zum Erfolg führten und er überdies keine Scheu vor Menschen zeigte und mehrfach Abfallcontainer plünderte, wurde er Mitte April 2008 von der Schweizer Wildhut erlegt.
JJ4, die Schwester von Bruno, wurde 2023 in Caldes eingefangen, nachdem sie einen Jogger angegriffen und getötet hatte.

### Erste Abschussgenehmigung
Wegen seines Verhaltens, sich menschlichen Siedlungen zu nähern, und der dadurch entstehenden potentiellen Gefährdung erließ die Bayerische Staatsregierung bereits Ende Mai eine Abschussgenehmigung. Das Bayerische Staatsministerium für Umwelt, Gesundheit und Verbraucherschutz stufte das Verhalten des Bären als „abnormal“ ein. Umweltminister Werner Schnappauf verkündete darüber hinaus, der Bär sei ganz offensichtlich „außer Rand und Band“. Nach Angaben des Sprechers des bayerischen Umweltministeriums, Roland Eichhorn, sei „wiederholt, aber vergeblich“ versucht worden, der Mutter Jurka des Problembären JJ1 (bekannt als „Bruno“) das Herannahen an menschliche Siedlungen durch sogenannte Vergrämung – unter anderem mit Beschuss durch Gummikugeln – auszutreiben. „Die Mutter hat quasi ein langes Vorstrafenregister.“ Der Jungbär sei von der Mutter auch dahingehend konditioniert worden, dass er niemals an eine Stelle zurückkehre, an der er ein anderes Tier gerissen habe.
Auch im Land Tirol wurde Ende Mai eine Abschussgenehmigung für den Bezirk Reutte (Außerfern) erteilt und eine Ausweitung auf das ganze Bundesland diskutiert.
Aufgrund massiver Proteste der Natur- und Tierschutzverbände sowie von Seiten der Öffentlichkeit wurde diese Abschussgenehmigung am 2. Juni wieder zurückgezogen. Unter anderen forderte auch der NABU-Bundesverband die sofortige Rücknahme der Abschussgenehmigung und, entsprechend den Managementplänen anderer Länder, die Vergrämung oder den Fang und die Besenderung von JJ1. Stattdessen fokussierte sich die Diskussion jedoch sehr schnell auf die beiden Alternativen Fang und anschließende Gehegehaltung oder Tötung. Die Bayerische Staatsregierung ließ sich dabei vom WWF beraten, der diese Haltung nachdrücklich unterstützte.

### Fangversuche
In Zusammenarbeit mit dem WWF wurde zunächst versucht, JJ1 mittels einer speziellen Röhrenfalle einzufangen. Bei der in Montana hergestellten, knapp 3.200 Euro teuren und vom WWF finanzierten Falle handelte es sich um eine sogenannte Culvert-Trap, wie sie auch in Nordamerika zur Umsiedlung von Bären verwendet wird, die in der Nähe von Siedlungen auftauchen. Die Versuche blieben erfolglos, insbesondere wegen der geringen Ortstreue von JJ1. Eine Suchaktion, die in der Nacht auf den 9. Juni 2006 im Gemeindegebiet von Zirl (Tirol) durchgeführt wurde, verlief ebenfalls erfolglos. Man konnte nur ein paar Bärenspuren sowie ein totes und ein verletztes Schaf finden.
Um das Tier systematisch aufzuspüren, wurde daraufhin ein finnisches Team von vier Bärenjägern mit der Suche beauftragt. Unterstützung bekamen sie von schwedischen und norwegischen Elchhunden. Dabei handelt es sich um spezielle Hunde, die überwiegend gegen wehrhaftes Wild eingesetzt werden und speziell ausgebildet sind, um Bären und Elche zu stellen und diese von Menschen abzulenken. Außerdem sind sie mit leuchtend orangefarbenen Westen ausgestattet, die GPS-Ortungssender enthalten, um sie jederzeit wiederfinden zu können.
Vor ihrem Einsatz in den Alpen wurde ihnen das Fell kürzer geschoren, um sie vor der sommerlichen Hitze zu schützen. Am Sonntag, dem 19. Juni, traf ein weiterer Bärenjäger mit dem laut bayerischem Umweltministerium besten finnischen Bärenhund ein.
Das Team wurde auch von einem österreichischen Betäubungsexperten, dem Wiener Professor für Wildtiermedizin und Artenschutz, Chris Walzer, begleitet. Da man mit Blasrohren oder normalen Betäubungsgewehren zu nah an den Bären hätte herangehen müssen, war ein Spezialgewehr erforderlich, das auf eine Entfernung von 80 Metern Betäubungspfeile verschießen konnte. Bären haben eine außerordentlich dicke Fettschicht, darum versagen konventionelle Betäubungsmethoden.
Der sofortige Einsatz der Jäger scheiterte zunächst an bürokratischen Hürden, da geprüft werden musste, ob finnische Jäger grenzüberschreitend in Deutschland und Österreich bewaffnet eingreifen dürfen. Nach einer Einigung der Länder Tirol und Bayern gab es dann für die finnischen Sucher grünes Licht, am darauf folgenden Wochenende mit der Suche zu beginnen. Den Bärenfängern wurde zwei Wochen Zeit eingeräumt, den Bären aufzuspüren.
Am Sonntag, dem 11. Juni, begann die inzwischen eingetroffene Bärenhundestaffel im Bezirk Schwaz mit der organisierten Suche. Zwar konnte der Standort von JJ1 einige Male recht genau eingegrenzt werden; es gelang jedoch nicht, sich ihm auf weniger als 600 m zu nähern. Wesentliche Probleme waren die geringe Ortstreue von JJ1, hohe Temperaturen, Wetterunbilden sowie die Unwegsamkeit des alpinen Geländes. Am 23. Juni wurde der Einsatz der fünf finnischen Spezialisten ergebnislos abgebrochen. Der Einsatz dieses Teams kostete 30.000 Euro, die sich Bayern und Tirol teilten.

### Erneute Abschussgenehmigung
Am 23. Juni 2006 wurde die Abschussgenehmigung wieder in Kraft gesetzt. Auch der Landeshauptmann von Tirol war für den Abschuss. Während man dort die gesetzlichen Grundlagen für einen Abschuss des Bären schuf, entbrannte in Bayern ein Streit darüber, wer dafür zuständig sein könnte: Der Landesjagdverband wollte sich keinesfalls aktiv an einer Hatz auf JJ1 beteiligen. So sollte die Polizei diese Aufgabe übernehmen. Das Innenministerium verwies aber darauf, dass die Polizei lediglich unterstützend, beispielsweise mit Hubschraubern und Personal, tätig werden könne, für die Jagd auf Großwild fehle jedoch die Kompetenz.

### Reaktionen der Öffentlichkeit
Die Neuerteilung der Abschussgenehmigung stieß dabei immer noch auf vehementen Protest von Experten und Tierschützern. Ein Streitpunkt war, ab wann die neue Abschussgenehmigung ihre Gültigkeit erlangte. Hier kursierten sowohl der 26. Juni für Bayern als auch der 27. Juni für Tirol in den Medien, das bayerische Ministerium selbst nannte den 25. Juni, obwohl in einer Allgemeinverfügung des zuständigen Regierungsbezirks Oberbayern vom 23. Juni 2006 „der sofortige Vollzug der vorstehenden Ausnahmegenehmigung als Notstandsmaßnahme im öffentlichen Interesse“ angeordnet wurde. Zitat: „Die Allgemeinverfügung tritt mit sofortiger Wirkung in Kraft.“
Kritisiert wurde auch, unter anderem seitens der Jägerschaft, dass Werner Schnappauf eine Abschussgenehmigung gutheiße, obwohl der Bär ein geschütztes Tier und entsprechend dem bayerischen Jagdgesetz kein jagbares Wild sei. Somit liege eine Kompetenzüberschreitung, wenn nicht gar die Anstiftung zum Wildfrevel vor.

## Tötung von JJ1
Nach vier Wochen erfolgloser Versuche, „Bruno“ zu fangen, wurde er nur drei Tage nach der Abschussfreigabe am Morgen des 26. Juni 2006 um 4:50 Uhr auf der 1500 m hoch gelegenen Kümpflalm, einer Alm in der Nähe der Rotwand im Spitzingseegebiet, im Gemeindebereich Bayrischzell (Landkreis Miesbach) von zwei Jägern und einem Polizisten aus 150 Metern Entfernung erschossen. Er erlag Verletzungen im rechten Lungenflügel und Leberlappen.
Der am 28. Juni 2006 veröffentlichte Obduktionsbericht bestätigte, dass der Bär an inneren Verletzungen starb. Am 6. Juli 2006 gab Bayerns Umweltminister Werner Schnappauf das Ergebnis der genetischen Auswertung bekannt, welches bestätigte, dass der abgeschossene Bär tatsächlich JJ1 war. Auf eine entsprechende Anfrage der SPD-Fraktion im bayerischen Landtag verweigerte Schnappauf detailliertere Angaben zum Abschuss: „Aussagen zum Gewehrtyp, zu Kaliber und Munition können nicht gemacht werden, um die Anonymität der Beteiligten zu wahren.“
Zunächst war unklar, wer für den Abschuss verantwortlich war. Die örtliche Jägerschaft distanzierte sich von Anschuldigungen und gab an, sich bereits frühzeitig gegen einen Abschuss des Braunbären ausgesprochen zu haben, da dieser in Deutschland geschützt sei und überhaupt nicht gejagt werden dürfe. Der Abschuss sei vielmehr durch ein staatlich beauftragtes Sicherheitsteam erfolgt. Später wurde bekannt, dass tags zuvor im Landratsamt von Miesbach eine „Eingreiftruppe“ zusammengestellt worden war, die bei einer erneuten Sichtung des Tieres so schnell wie möglich vor Ort gebracht werden sollte. Als der Bär am Abend des 25. Juni im Bereich des Rotwandhauses tatsächlich gesichtet wurde, brach diese Eingreiftruppe auf. Sie erreichte die Kümpflalm gegen Mitternacht. Als die Gruppe am nächsten Morgen die Hütte um 4:50 Uhr verließ, war der Bär 150 m entfernt.
Von Seiten des Bayerischen Umweltministeriums hieß es, der Abschuss sei „von jagdkundigen Personen“ vorgenommen worden. Weitere Details über den Schützen oder den Vorgang selbst wurden jedoch nicht genannt. Bis heute ist nichts Genaueres über das „beauftragte Sicherheitsteam“ bekannt, um deren Identität zu schützen.

## Reaktionen auf die Tötung

### Allgemein
Nach der Tötung von JJ1 gingen laut zuständiger Staatsanwaltschaft München II dort und bei weiteren Anklagebehörden sowie bei der Polizei „eine Flut von Anzeigen“ ein, unter anderem gegen den damaligen bayerischen Umweltminister Werner Schnappauf.
Am 7. Juli 2006 gab die Münchner Staatsanwaltschaft bekannt, dass das Ermittlungsverfahren eingestellt worden sei, da „keine zureichenden tatsächlichen Anhaltspunkte für eine Straftat vorliegen“. Die Begründung für die Abschussgenehmigung sei nachvollziehbar und ein vorsätzlicher oder sorgfaltswidriger Verstoß gegen Strafnormen scheide daher aus. Außerdem verstoße der Abschuss auch nicht gegen das Jagdrecht, „da der Braunbär nicht zu den Tierarten zählt, die durch das Jagdrecht geschützt sind“.

### Verbände
- Der Bund Naturschutz in Bayern e. V. (BN) bedauerte, dass 170 Jahre nach der Ausrottung des Bären in Bayern durch den Menschen das erste wiederkehrende Tier bereits nach wenigen Wochen getötet wurde.
- Der Deutsche Tierschutzbund prüfte rechtliche Schritte gegen die Verantwortlichen.[27]
- Der WWF bedauerte den Abschuss, wies jedoch darauf hin, dass es sich um ein verhaltensauffälliges Tier gehandelt hatte.
- Die Tierschutzstiftung Vier Pfoten, die sich in Rumänien um Tanzbären kümmert und in Mecklenburg-Vorpommern den Bärenwald Müritz, eine Auffangstation für Braunbären aus schlechten Haltungsbedingungen, betreibt, kritisierte den Abschuss und kündigte an, dessen Rechtmäßigkeit zu prüfen und gegebenenfalls weitere juristische Schritte zu unternehmen. Im Jahr 2008 kritisierte die Organisation die Verharmlosung der wahren Situation durch eine in dieser Zeit gedrehte Filmkomödie zur Jagd auf Bruno und sah in der Art der Einbeziehung gefangener Bären einen Missbrauch der Tiere zu Belustigungszwecken. Allgemein kritisierte sie, dass sich seit dem Abschuss von Bruno in Deutschland nur wenig zum Schutz wildlebender Braunbären getan habe.[28]
- Die Stiftung für Bären ernannte den 26. Juni, den Abschusstag des seit 171 Jahren ersten heimischen Bären, zum Bärengedenktag und nutzt seither diesen Tag, um auf das Schicksal des Bären Bruno aufmerksam zu machen, auch um sich damit gegen weitere Tötungen einzusetzen und für die Wiederansiedelung des Braunbären in Deutschland zu werben.[29]
- Die Stiftungen Vier Pfoten und Stiftung für Bären boten an, den ebenfalls verhaltensauffällig gewordenen Bruder Brunos, den Jungbären JJ3, zu übernehmen. Die ablehnende Antwort des Schweizer Bundesamtes für Umwelt traf bei den Stiftungen ein, nachdem JJ3 bereits getötet worden war, wenige Tage zuvor hatten die Behörden einen Abschuss noch negiert.[30]

### Politik
- Die SPD-Landtagsfraktion Bayern forderte den Rücktritt von Umweltminister Werner Schnappauf.[31]
- Der Umweltstaatssekretär Bayerns, Otmar Bernhard, bezeichnete den Abschuss von JJ1 als äußerst bedauerlich, aber objektiv unvermeidbar.[32] Des Weiteren erklärte Bernhard, dass die Identität des Schützen nicht preisgegeben werden solle. Die Frage nach Beteiligung eines Polizisten an der Abschussaktion ließ er unbeantwortet. „Es sind Jagdkundige, und dabei bleibt es“, sagte Ministeriumssprecher Roland Eichhorn zu den Fragen nach den Bärenjägern.[33] Bereits wenige Stunden nach der Tötung trafen Morddrohungen gegen den Todesschützen bei dem örtlichen Jagdverein ein.
- Italien legte am 28. Juni 2006 Protest gegen die Tötung von JJ1 bei der EU-Kommission ein.[34] Die italienische Regierung will damit erreichen, dass der Artenschutz auf EU-Ebene geregelt wird. JJ1 war Teil des von der EU finanzierten Projektes „Life Ursus“ gewesen, dessen Ziel es ist, im Grenzgebiet Italien-Österreich-Deutschland wieder Bären anzusiedeln. Ein Abschuss komme nur dann in Frage, wenn ein Tier eine Gefahr für die öffentliche Sicherheit darstelle – das sei bei JJ1 nicht der Fall gewesen, äußerte sich der WWF-Veterinär Alessandro de Guelmi, der maßgeblich für die Tierwelt der italienischen Alpen verantwortlich ist.
- Der damalige Umweltminister Deutschlands, Sigmar Gabriel, verlangte im Zusammenhang mit den Vorfällen um Braunbär JJ1 einen europaweit einheitlich geregelten Schutz von Raub- und Wildtieren: „Auch diese Tiere haben ein Recht zu leben, nicht nur im Zoo, sondern in ihrer natürlichen Umgebung.“ Gabriel ging zwar davon aus, dass die Bayerische Staatsregierung ihre Vorgehensweise sicherlich gut begründen konnte, fragte sich jedoch, „ob es nicht auch möglich gewesen wäre, Bruno zu betäuben oder mit Hartgummigeschossen zu vergrämen statt ihn zu erschießen“.
- Am 4. Juli 2006 trafen sich in Trient Bärenexperten aus Italien, Deutschland, Österreich und der Schweiz, wobei vor allem wildbiologische Fragen diskutiert wurden. Weitere Beratungen über das sogenannte Bärenmanagement fanden im August 2006 in Chur statt.
- Der italienische Umweltminister Alfonso Pecoraro Scanio forderte das bayerische Umweltministerium in einem Schreiben offiziell dazu auf, den Kadaver an Italien zurückzugeben. „Der Braunbär war Teil eines auf italienischem Staatsgebiet durchgeführten Projekts zur Wiedereingliederung der Braunbären in der Adamello-Brenta-Gruppe und ist somit Eigentum des italienischen Staates.“ Bayerns Umweltminister Werner Schnappauf lehnte das Ansinnen seines italienischen Kollegen jedoch ab. Ein Wildtier gehöre seiner Meinung nach niemandem, und mit dem rechtmäßigen Abschuss sei das Eigentumsrecht an dem Kadaver an den Freistaat Bayern übergegangen. Dort werde er wissenschaftlichen Zwecken zur Verfügung gestellt. Überdies warf er den Italienern vor, mit ihrer misslungenen Vergrämungsstrategie nicht fachgerecht vorgegangen zu sein.
- Am 31. Januar 2008 verabschiedete der Tiroler Landtag eine Novelle zum Tiroler Jagdgesetz, das den Abschuss von „Problembären“ erleichtert. Anlass für diese Änderung war die Weigerung eines Jagdpächters gewesen, in seinem Revier den Abschuss des Bären JJ1 zuzulassen, obwohl eine Abschussgenehmigung des Landes Tirol vorlag.

### Institutionen
Henning Wiesner, Direktor des Tierparks Hellabrunn, empörte sich darüber, dass der Bär nicht betäubt und mit einem GPS-Halsband versehen wurde. Das hätte die Ortung des Bären mit einer Genauigkeit von etwa 5 m möglich gemacht, so dass man jederzeit Gegenmaßnahmen bei Annäherungen an menschliche Wohngebiete hätte einleiten können. Am Wochenende noch habe sich gezeigt, wie leicht sich Menschen dem Bären hätten nähern können (auf etwa 10–15 m), so dass der Einsatz von Betäubungsgewehr (circa 30 m Reichweite) oder Blasrohr (ungefähr 10 m Reichweite) möglich gewesen wäre.
Die staatliche italienische Waldpolizei CFS kündigte an, einen Helikopter auf den Namen Orso Bruno (Bär Bruno) zu taufen. Sie kritisierte die Erschießung des Tieres, dessen Auswilderung in Italien die Folge eines schwierigen und gut funktionierenden Programmes zur Wiedereinführung der Bären in den Alpen gewesen ist.

### Einzelpersonen
Am 30. Juni 2008 reichte ein Münchner Rechtsanwalt gegen den Freistaat Bayern und die Regierung von Oberbayern beim Verwaltungsgericht München eine Klage ein auf Feststellung der Rechtswidrigkeit des Abschusses des Bären Bruno. Er stützte seine Klage unter anderem auf die bayerische Verfassung, der zufolge Tiere als Lebewesen geachtet und geschützt seien. Seiner Auffassung nach habe keine Notstandslage bestanden, die den Abschuss des seltenen Tieres gerechtfertigt hätte. Die Akten über die Angelegenheit seien unvollständig, vermutlich von der Regierung von Oberbayern bereinigt worden, Vorgänge und handelnde Personen nicht dokumentiert. Er äußerte Zweifel daran, dass die Grundsätze des Wildtierschutzes sowie das rechtsstaatliche Verhältnismäßigkeitsgebot berücksichtigt wurden. Er wolle mit der Klage bewirken, dass ähnliche Vorgehensweisen zukünftig verhindert werden können.
Die Klage wurde sowohl vom Verwaltungsgericht als auch in zweiter Instanz vom Bayerischen Verwaltungsgerichtshof mit der Begründung zurückgewiesen, dass der einzelne Bürger durch die darin so beschriebene „Maßnahme der Entnahme des Bären aus der Natur“ nicht direkt betroffen und daher nicht klagebefugt sei.

## Die Bezeichnung „Problembär“

### Entstehung und Verwendung
Im Zusammenhang mit dem Auftreten des Braunbären hatte sich zeitweise ein Begriff etabliert, der bisher in Deutschland unbekannt war: „Problembär“. In politischen Zusammenhängen wurde der Begriff als Synonym für JJ1 verwendet, was die Tagespresse und einige Gruppierungen aufgriffen und auch auf andere Zusammenhänge übertrugen. Bei der Wahl zum Wort des Jahres 2006 erreichte das Wort den siebten Platz.
Geprägt wurde dieser Begriff schon in den 1990er Jahren in der österreichischen Medienberichterstattung aufgrund von Zwischenfällen mit Bären in Niederösterreich und der Steiermark. Der ehemalige Moderator der ORF-Fernsehsendung „Inlandsreport“, Helmut Brandstätter, erklärte im Jahre 1994 das Wort „Problembär“ scherzhaft zum „Wort des Jahres“.
In Deutschland populär und zu einem zeitweise das Tagesgeschehen mitbestimmenden Wort wurde dieser Ausdruck durch eine Rede des damaligen bayerischen Ministerpräsidenten Edmund Stoiber Ende Mai 2006, der im Rahmen einer Pressekonferenz die Abschussgenehmigung rechtfertigte. Stoiber erkannte zwar die Bedeutung des Bären als Zeichen gelungenen Naturschutzes an, verwies aber auf die bestehende Problematik der mangelnden Scheu dieses Bären vor dem Menschen. Hierbei unterschied Stoiber zwischen „Normalbären“ mit erwartungsgemäßem Verhalten, weiter sogenannten „Schadbären“ (einem Begriff, der in der Staatskanzlei breite Verwendung fand und auf Werner Schnappauf zurückging) sowie schließlich den „Problembären“, zu denen er auch JJ1 zählte. Aufgrund der ständig fehlgeschlagenen Fangversuche und der weiterhin stattfindenden Schäden wurde JJ1 später auch als sogenannter „Risikobär“ bezeichnet.
Die als unreflektiert empfundene Einstufung des Bären durch den bayerischen Ministerpräsidenten sorgte in der Öffentlichkeit für Aufsehen und gab Anlass für heitere wie kritische Kommentare in den Medien. Sie wurde in Radiospots sowie im Internet in Form von Parodien mehrfach kabarettistisch aufbereitet. So wurde Stoiber unter anderem als „Stoibär“ oder „Schlaubär“ bezeichnet, ferner war spöttisch von der „Stoiber'schen Bärenkunde“ die Rede.

### Übertragung auf Personen
Die mit der Rechtfertigung der Verfolgung des Bären in Zusammenhang gebrachten Komposita „Problem-“, „Schad-“ und „Risikobär“ fanden in der Folge vielfältige Verwendungen und Abwandlungen. Mehrfach tauchten sie in den Medien im Hinblick auf Personen oder Personengruppen auf, die gerade für ein negatives Presse-Echo sorgen. So sprachen Medien am 27. Juni 2006 in einem Artikel im Bezug auf den bayerischen Umweltminister, der die Abschussgenehmigung erteilt hatte, von einem „Problemminister“. In anderen Medien war in ähnlichen Zusammenhängen die Rede von einem „Risikominister“ und von „Schadpolitikern“.
Der SPD-Vorsitzende Kurt Beck erwirkte eine einstweilige Verfügung gegen das Satiremagazin Titanic wegen dessen Titelbild, auf dem sein Konterfei abgebildet und darunter „Problembär außer Rand und Band: Knallt die Bestie ab!“ zu lesen war. Im Mai 2008 übertitelte die Frankfurter Rundschau einen Artikel über den damaligen Bundeswirtschaftsminister Michael Glos mit der Überschrift „Neues vom Problembären“. Die Süddeutsche Zeitung griff den Ausdruck im März 2011 erneut auf und nannte Rainer Brüderle einen Problembären, da er sich aus Sicht der Zeitung um die Nachfolge von Guido Westerwelle als Parteiführer gebracht hätte.

### Ähnliche Begriffe
In der Schweiz wird die Bezeichnung Problembär amtlich verwendet und dient zur Risikoschätzung bei der Beurteilung des Gefahrenpotentials eines individuellen Bären aufgrund seines Verhaltens.
In manchen Regionen der USA und Kanada, wie beispielsweise in New York und in der Nähe der Hudson Bay, kommen wildlebende Bären häufig vor. Einzelne Tiere haben sich daran gewöhnt, in der Nähe von Siedlungen oder Campern nach Futter zu suchen. Diese werden als Nuisance Bears („lästige Bären“, „Störbären“) bezeichnet. Solche Bären werden jedoch nicht abgeschossen. Auch das Einfangen und Verbringen von solchen Bären wird nur in unausweichlichen Fällen durchgeführt. Eher rät man den Menschen dazu, Abfälle und Nahrungsmittel außerhalb der Reichweite von Bären zu lagern.

## Ausstellung

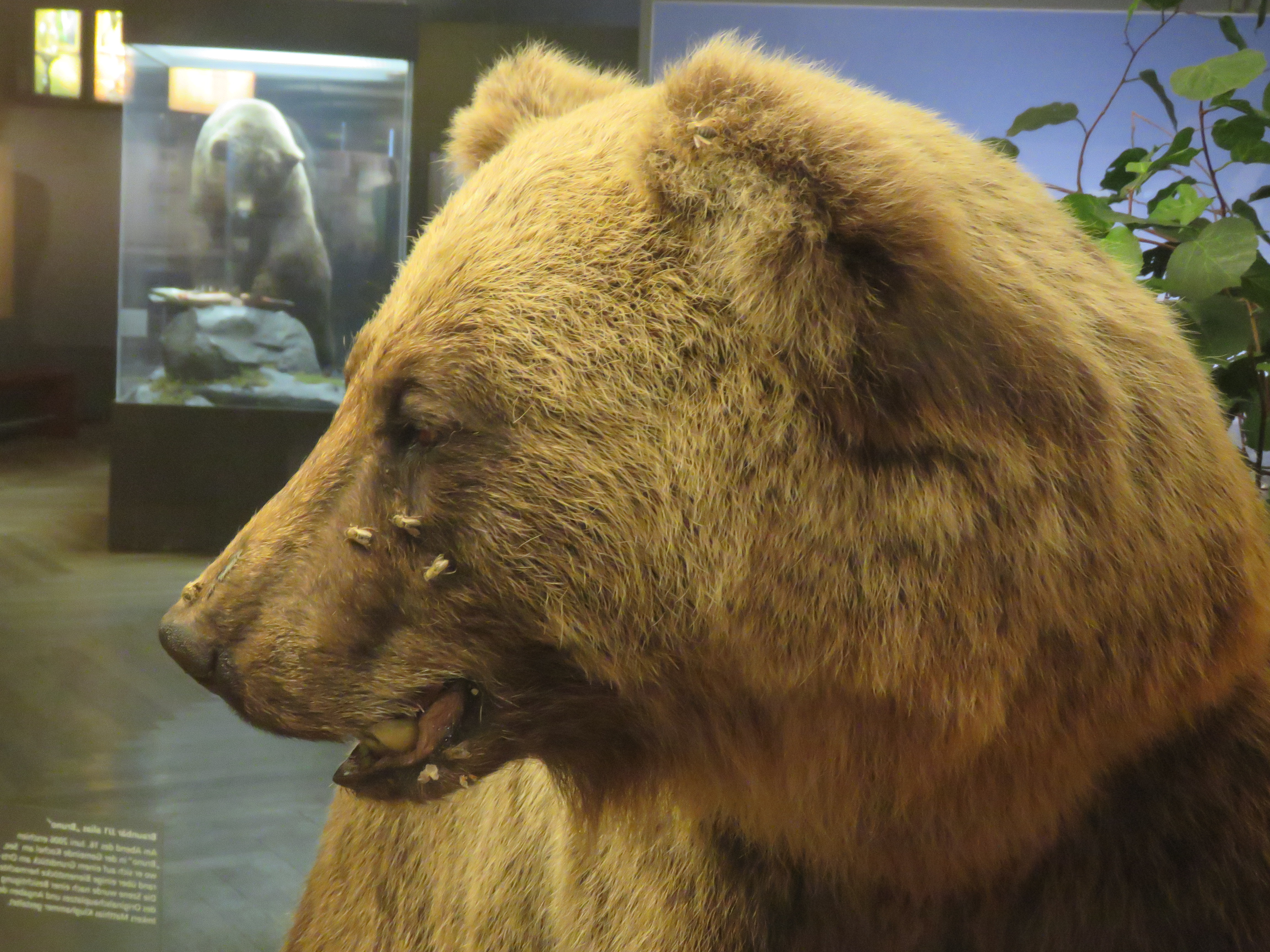
Kopf des präparierten JJ1 mit präparierten Bienen.

Brunos Kadaver wurde präpariert und ist seit dem 26. März 2008 im Münchner Museum Mensch und Natur ausgestellt. Der Bär wird beim Honigstehlen gezeigt. Die Szene bezieht sich auf ein Ereignis vom 16. Juni 2006. Damals beraubte Bruno im oberbayerischen Kochel am See einen Bienenstock. Um die Situation möglichst echt darzustellen, wurden nicht nur der Bär, sondern auch rund 1000 Bienen präpariert und zwischen Waben und Bienenkästen platziert. Zum Schutz vor den Besuchern steht die Szenerie hinter Glas. Die italienische Regierung erhebt einen Anspruch auf den Kadaver, der von der Bayerischen Staatsregierung nicht anerkannt wird.

## Künstlerische Bearbeitungen
- Gerhard Falkner veröffentlichte 2008 die Novelle Bruno. Falkner verarbeitet hier das Auftreten und den Abschuss des Bären JJ1 literarisch. Falkner verlegt dabei die Wanderroute des Bären in die Schweiz und den Ort des Abschusses in die Nähe von Leuk im Wallis. Andere historische Details lässt er dagegen unverändert, insbesondere das Datum des Abschusses.[43]
- Felix Mitterer schrieb das Drehbuch zu der Filmkomödie Der Bär ist los! Die Geschichte von Bruno, die von der Jagd auf Bruno inspiriert wurde, sich aber von den tatsächlichen Ereignissen entfernt und für den Bären ein Happy End hat. Hauptdarsteller sind Nadeshda Brennicke, Fritz Karl und Harald Krassnitzer. Ausgestrahlt wurde der Film von ORF und ARD am 25. Februar 2009.[44] Tierschutzinstitutionen kritisierten den Film, weil er die wahren Ereignisse verschleiere und die mitspielenden Bären nicht artgerecht behandelt würden.[28]
- Heinz Vogel, ein Arzt aus Vorarlberg hat 2012 den Stoff zu einem Bilderbuch für Erwachsene und Kinder verarbeitet. Das Buch zeigt einen anderen möglichen Lebensverlauf für JJ1 auf als den tatsächlich erlittenen.[45]
- Die Karlsruher Band „fok o'locos“ hat mit ihrer Ballade Bruno[46] dem Bären ein musikalisches Denkmal gesetzt, ebenso die österreichische Band „Die Quote“ mit ihrem Song Beiß eam die Hand o.[47]
- Die Edition Lebenswert veröffentlichte 2008 das Buch Gespräche mit Bruno – Requiem für einen Braunbären von Peter Raba, illustriert von Robert Holzach. Im inneren Dialog mit Peter Raba gibt Bruno Antworten.[48]